# ¡Que bonito es Panamá!
Oh, qué bonito es Panamá (Oh, wie schön ist Panama) es un cuento de infantil del escritor alemán Janosch escrito 1978, que narra las aventuras de un Oso y un Tigre. 

## Trama
El cuento comienza en el hogar de Oso y de Tigre que vivían en un campo a orilla de un río. Todos los días Oso salía a pescar y Tigre buscaba hongos al bosque, un día Oso encontró una caja de madera flotando en el río que olía a bananas y que tenía escrito PANAMÁ, él cree que Panamá huele a bananas por lo que decide ir hasta allá y convence a Tigre de que es la tierra de sus sueños por lo que emprenden un viaje y colocan un letrero indicando el camino hacia Panamá. En el camino se encuentran con el ratón, el zorro con el pato y la vaca, pero por desgracia estos no conocen el camino a Panamá y le dan direcciones equivocadas. Luego se encuentran con la liebre y el erizo, quienes invitan al tigre y al oso a su casa. Duermen en un sofá cómodo y dicen que quieren comprar un sofá como ese, tan pronto como encuentren la tierra de sus sueños.
También se encuentran con un cuervo, quien les puede ayudar a encontrar el camino. Él los lleva hasta en un árbol muy alto y le muestra la supuesta ruta a Panamá que era más el campo en el que antiguamente vivían ellos.
Al final de su travesía llegan al mismo lugar de donde habían salido ,pero ellos se convencen que llegaron a Panamá porque encuentran un el letrero de Panamá que habían colocado. Ellos reparan su casa la cual no reconocieron, compran un sofá nuevo y viven como antes, pero ahora son felices porque han encontrado la tierra de sus sueños.